# Moñón
Moñón és una pedania del municipi de Vega de Valcarce, a la comarca de El Bierzo, a la província de Lleó. La seva població, el 2013, era d'onze habitants.